# Clear Linux OS
Clear Linux* OS (Clear Linux OS, Clear Linux*) 是一個开源，滾動發行，針對英特爾架構最佳化，講究性能與資訊安全的Linux发行版，能部署在雲端運算平台及邊緣運算上。
Clear Linux* OS並非衍生自其他Linux发行版，相反，它是一個參考實現，讓用户能夠按特定應用情境作出定制。

## 歷史
Clear Linux* project 於2014年在英特爾开源平台01.org首度公開，起初是一個名為Intel Clear Container的輕量級作業系統層虛擬化技術專案。
2025年7月18日，英特爾宣布即日起終止對 Clear Linux OS 的支援。

## 設計及原則
- 平台、Linux內核、函式庫、中介軟體層、框架以及運行環境(Runtime)，以至整個作業系統堆疊進行了最佳化，專為英特爾平台調校以作最佳化的效能執行[4]，默認採用採用了最具有進取性的優化策略以提供最快的性能，默認啓用了許多編譯器優化，運行時根據微處理器類型自動選擇最正確的架構特定代碼版本。因此在電腦上性能遠遠超過其他linux發行版[5]。
- 滾動發行更新模式以接近上游的Linux內核最新版本

### 無狀態設計
嚴格分離使用者與系統檔案，便於使用者管理及容易擴充

## 安裝
- 能運行Live CD，裸機伺服器，虛擬機器，容器化，雲端運算服務平台如AWS，GCP，Azure
- 圖形使用者介面安裝程式以Go語言開發，名為"Clear Linux* OS Installer（页面存档备份，存于）"
- 桌面版本預設使用者介面GNOME
- 原生ext4檔案系統，支持Btrfs

## 軟體更新
有別於其他Linux发行版, Clear Linux* OS採用模块(Bundles)來管理軟件套件，模块封裝所有上游开源軟件套件及其依賴。
Clear Linux* OS以"swupd"作為軟件套件管理系統。
Clear Linux* OS亦開箱即用的支援Flatpak應用程式虛擬化。Clear Linux* Store（页面存档备份，存于）是官方提供的應用程式商店。
Clear Linux* OS亦支援Docker容器技術，這需要安裝'containers-basic'模块。